# NGC 3419
NGC 3419 ist eine Linsenförmige Galaxie vom Hubble-Typ SB0/a im Sternbild Löwe auf der Ekliptik. Sie ist schätzungsweise 131 Millionen Lichtjahre von der Milchstraße entfernt und hat einen Durchmesser von etwa 45.000 Lichtjahren. Gemeinsam mit PGC 32540 bildet sie ein Galaxienpaar.

Im selben Himmelsareal befinden sich u. a. die Galaxien NGC 3377, NGC 3391, NGC 3412.
Das Objekt wurde am 1. April 1864 von Albert Marth entdeckt.